# 레페티역
레페티역(이탈리아어: Repetti)은 밀라노 지하철 4호선의 역이다.

## 역사
2012년 3월 7일, 4호선 공사 작업을 수행할 건설사 컨소시엄에 지하철역 부지가 넘겨졌다.
2012년 7월 19일 지상 도로의 우회 변경과 함께 실제 공사에 들어갔다.
4호선 첫 계획과 홍보물에서는 '콰르티에레 포를라니니' (Quartiere Forlanini)라는 가칭으로 소개되었으나, 2020년부터 지금의 이름으로 바뀌었다.
2022년 11월 26일 4호선 첫 구간 개통과 함께 문을 열었다.

## 환승
밀라노 교통공사에서 운영하는 대중교통 노선 (트램, 버스)이 역 근처에 정차하여 환승할 수 있다.
- 트램 정거장 (Via Repetti, 27번)
- 버스 정류장

## 역 시설
레페티역에는 다음과 같은 시설이 있다.
- 장애인 통행시설
- 엘리베이터
- 에스컬레이터
- 매표기
- CCTV
- 화장실

## 기타 프로젝트
위키미디어 공용에 레페티역 관련 미디어 분류가 있습니다.